# 711 Marmulla
Marmulla (asteroide 711) é um asteroide da cintura principal, a 1,800464 UA. Possui uma excentricidade de 0,1952774 e um período orbital de 1 222,38 dias (3,35 anos).
Marmulla tem uma velocidade orbital média de 19,91240064 km/s e uma inclinação de 6,0866º.
Este asteroide foi descoberto em 1 de Março de 1911 por Johann Palisa.